# 荒井利一
荒井利一（日语： Arai Riichi，1933年8月16日—），日本前男子篮球运动员。他曾代表日本参加1956年夏季奥运会男子篮球比赛。他也参加了1954年亚洲运动会，获得一枚铜牌。